# Article 190 de la Constitution belge
L'article 190 de la Constitution de la Belgique fait partie du titre VI Dispositions générales. Il impose la publication des normes juridiques de portée générale comme condition de leur entrée en vigueur.
Il date du 7 février 1831 et était à l'origine — sous l'ancienne numérotation — l'article 129. Il n'a jamais été révisé.

## Texte de l'article
« Aucune loi, aucun arrêté ou règlement d'administration générale, provinciale ou communale, n'est obligatoire qu'après avoir été publié dans la forme déterminée par la loi. »

## Application
Les lois, les décrets, les ordonnances et les arrêtés royaux et ministériels entrent obligatoirement en vigueur dix jours après leur publication au Moniteur belge, à moins qu'ils n'en disposent autrement.